# دلفي (إنديانا)
دلفي (بالإنجليزية: Delphi, Indiana)‏ هي مدينة ومقر المقاطعة تقع في الولايات المتحدة في Carroll County. يقدر عدد سكانها بـ 2,893 نسمة ومساحتها 7.07 كم2 وترتفع عن سطح البحر 173 متر.

## التركيبة السكانية
قام مكتب تعداد الولايات المتحدة بتحديد بيانات التركيبة السكانية لدلفي في تعداد الولايات المتحدة. في ما يلي، التركيبة السكانية حسب تعدادي 2000 و2010.

### تعداد عام 2000
بلغ عدد سكان دلفي 3,015 نسمة بحسب تعداد عام 2000، وبلغ عدد الأسر 1,161 أسرة وعدد العائلات 748 عائلة مقيمة في المدينة. في حين سجلت الكثافة السكانية 1,179.3 نسمة لكل ميل مربع (455.3/كم2). وبلغ عدد الوحدات السكنية 1,241 وحدة بمتوسط كثافة قدره 485.4 نسمة لكل ميل مربع (187.4/كم2).
وتوزع التركيب العرقي للمدينة بنسبة 92.57% من البيض و 0.20% من الأمريكيين الأصليين و 0.27% من الأمريكيين ذوي الأصول الآسيوية و 0.13% من الأمريكيين الأفارقة و 0.96% من عرقين مختلطين أو أكثر.
بلغ عدد الأسر 1,161 أسرة كانت نسبة 31.1% منها لديها أطفال تحت سن الثامنة عشر تعيش معهم، وبلغت نسبة الأزواج القاطنين مع بعضهم البعض 52.0% من أصل المجموع الكلي للأسر، ونسبة 7.6% من الأسر كان لديها معيلات من الإناث دون وجود شريك، وكانت نسبة 35.5% من غير العائلات. تألفت نسبة 31.3% من أصل جميع الأسر من أفراد ونسبة 17.1% كانوا يعيش معهم شخص وحيد يبلغ من العمر 65 عاماً فما فوق. وبلغ متوسط حجم الأسرة المعيشية 3.13، أما متوسط حجم العائلات فبلغ 2.50.
بلغ العمر الوسطي للسكان 35 عاماً. وكانت نسبة 25.9% من القاطنين تحت سن الثامنة عشر، وكانت نسبة 8.2% بين الثامنة عشر والأربعة وعشرون عاماً، ونسبة 29.6% كانت واقعةً في الفئة العمرية ما بين الخامسة والعشرون حتى والأربعة وأربعون عاماً، ونسبة 18.9% كانت ما بين الخامسة والأربعون حتى الرابعة والستون، ونسبة 17.4% كانت ضمن فئة الخامسة والستون عاماً فما فوق. يوجد لكل 100 أنثى 96.7 ذكر، ويوجد لكل 100 أنثى في الثامنة عشر من عمرها فما فوق 90.9 ذكر.
بلغ متوسط دخل الأسرة في المدينة 34,388 دولار، أما متوسط دخل العائلة فبلغ 45,878 دولار. وكان متوسط دخل الذكور 31,360 دولار مقابل 18,575 دولار للإناث. وسجل دخل الفرد الخاص بالمدينة 16,703 دولار. وكانت نسبة 7.4% من العائلات ونسبة 13.4% من السكان تحت خط الفقر، وكان من هؤلاء نسبة 21.9% تحت سن الثامنة عشر ونسبة 6.0% في الخامسة والستين من العمر وما فوق.

## معرض صور

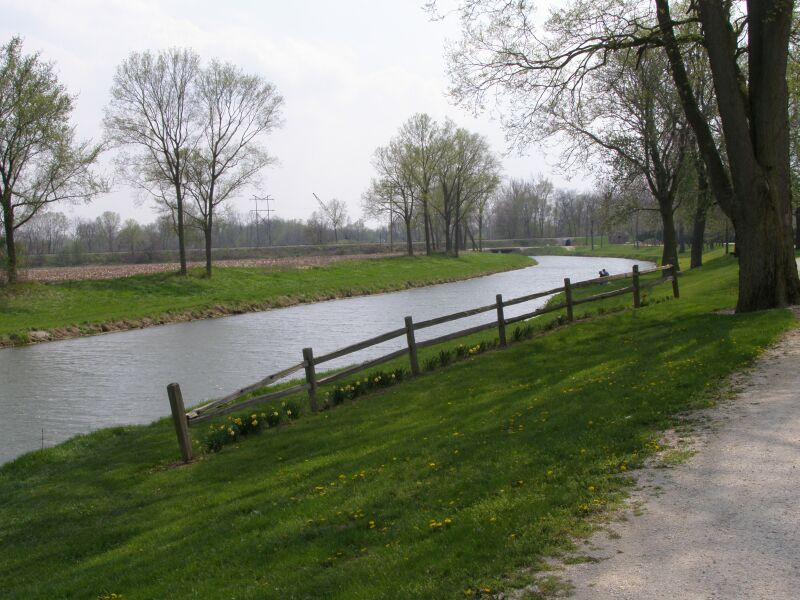
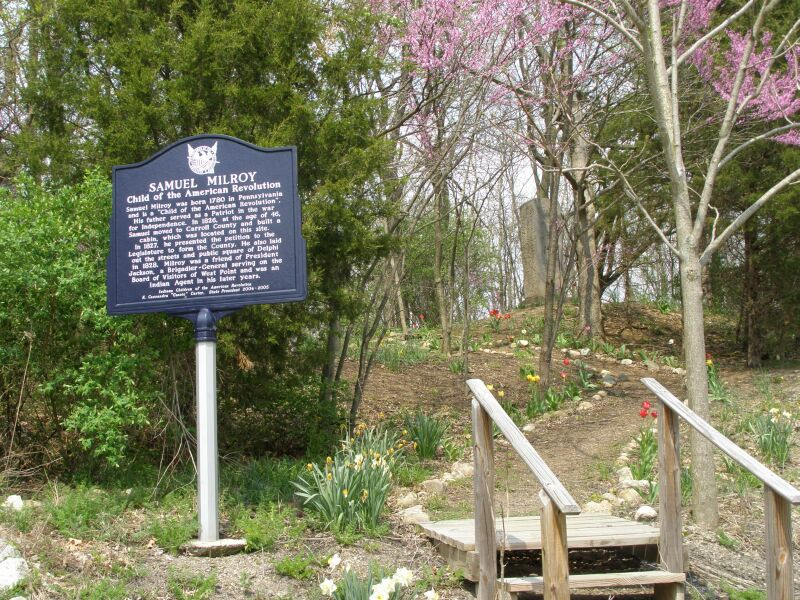
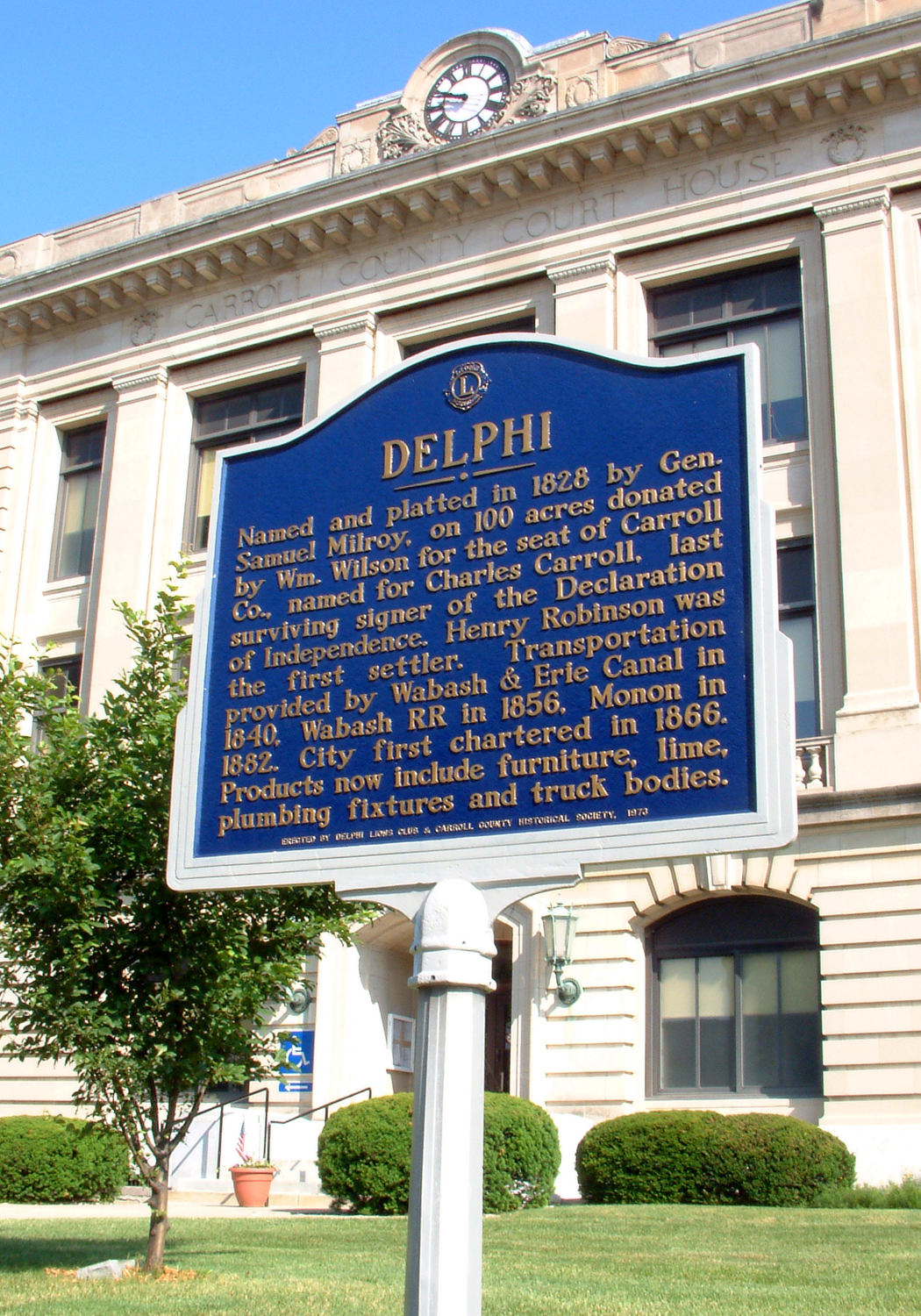
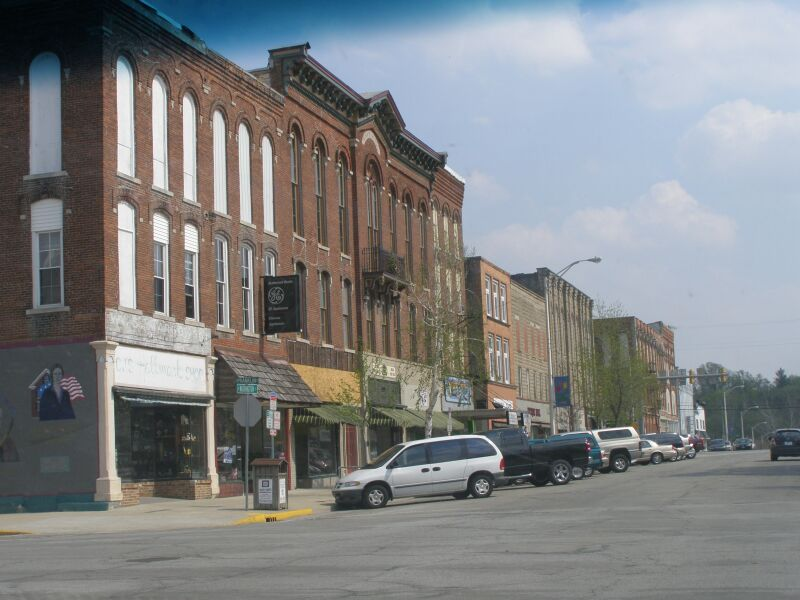
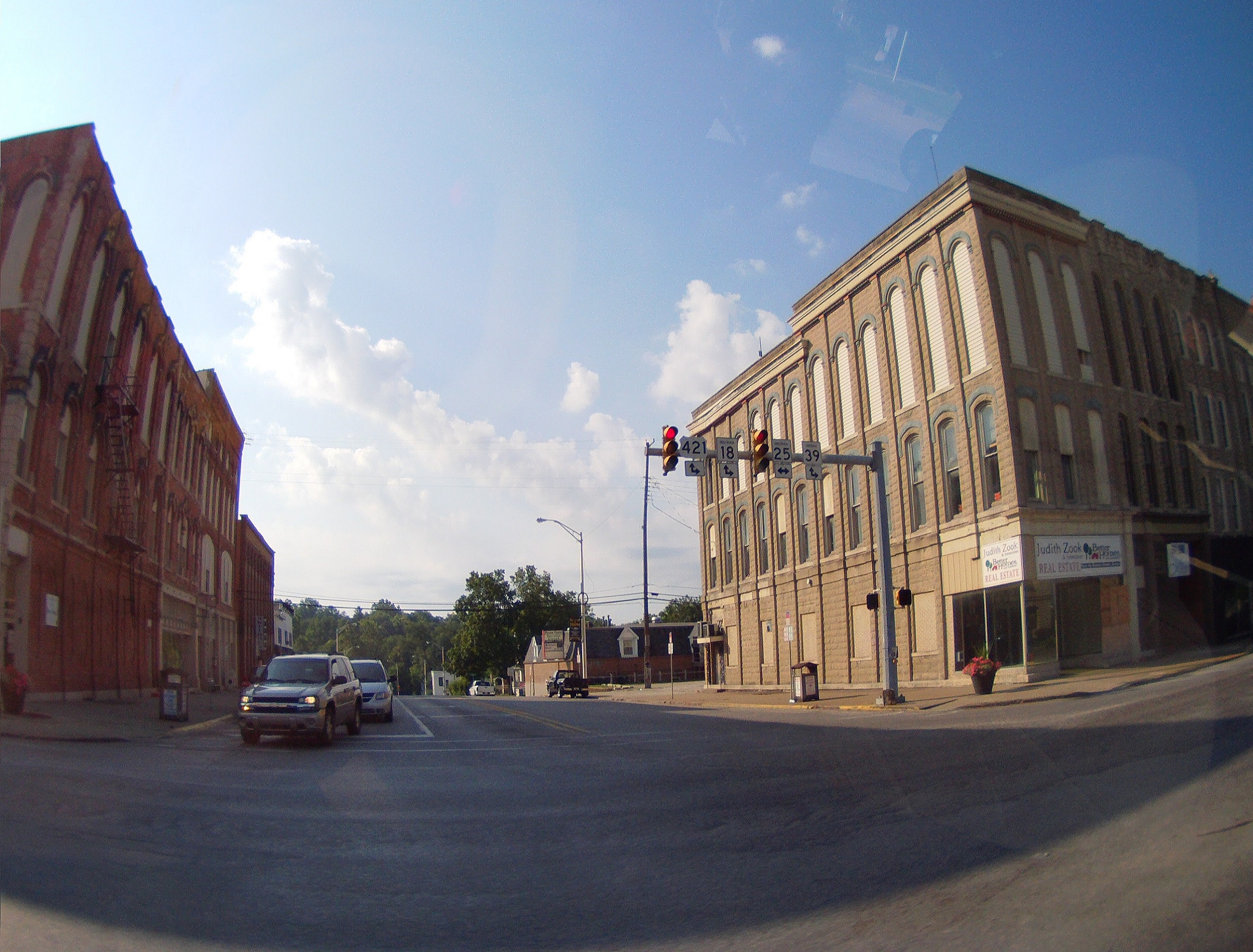

### تعداد عام 2010
بلغ عدد سكان دلفي 2,893 نسمة بحسب تعداد عام 2010، وبلغ عدد الأسر 1,135 أسرة وعدد العائلات 694 عائلة مقيمة في المدينة. في حين سجلت الكثافة السكانية 1,059.7 نسمة لكل ميل مربع (409.2/كم2). وبلغ عدد الوحدات السكنية 1,270 وحدة بمتوسط كثافة قدره 465.2 لكل ميل مربع (179.6/كم2).
وتوزع التركيب العرقي للمدينة بنسبة 91.7% من البيض و 0.2% من الأمريكيين الأصليين و 0.2% من الأمريكيين ذوي الأصول الآسيوية و 0.4% من الأمريكيين الأفارقة و 1.9% من عرقين مختلطين أو أكثر.
بلغ عدد الأسر 1,135 أسرة كانت نسبة 32.8% منها لديها أطفال تحت سن الثامنة عشر تعيش معهم، وبلغت نسبة الأزواج القاطنين مع بعضهم البعض 44.1% من أصل المجموع الكلي للأسر، ونسبة 11.2% من الأسر كان لديها معيلات من الإناث دون وجود شريك، بينما كانت نسبة 5.8% من الأسر لديها معيلون من الذكور دون وجود شريكة وكانت نسبة 38.9% من غير العائلات. تألفت نسبة 33.1% من أصل جميع الأسر من أفراد ونسبة 16.2% كانوا يعيش معهم شخص وحيد يبلغ من العمر 65 عاماً فما فوق. وبلغ متوسط حجم الأسرة المعيشية 3.12، أما متوسط حجم العائلات فبلغ 2.46.
بلغ العمر الوسطي للسكان 37.5 عاماً. وكانت نسبة 25.9% من القاطنين تحت سن الثامنة عشر، وكانت نسبة 8.5% بين الثامنة عشر والأربعة وعشرون عاماً، ونسبة 25.5% كانت واقعةً في الفئة العمرية ما بين الخامسة والعشرون حتى والأربعة وأربعون عاماً، ونسبة 22.3% كانت ما بين الخامسة والأربعون حتى الرابعة والستون، ونسبة 18% كانت ضمن فئة الخامسة والستون عاماً فما فوق. وتوزع التركيب الجنسي للسكان بنسبة 47.9% ذكور و52.1% إناث.